# Ordre de la Sincérité
De Ordre de la Sincérité was een ridderorde van het markgraafschap Bayreuth. De Franse naam (in het 18e-eeuwse Duitsland was Frans de voertaal aan het hof) laat zich als "Orde van de Eerlijkheid" vertalen. De orde is vooral van faleristiek belang als de voorloper van de Pruisische Orde van de Rode Adelaar.
Ook andere Duitse en Noord-Europese vorsten stichtten in de 18e eeuw orden met een Franse naam. Denemarken kende de Orde de l'Union Parfait en de Nassaus stichtten een Très Noble Ordre de la Fidélité. In Pruisen werd de beroemde Ordre Pour le Mérite als "Ordre de la Générosité" gesticht. Er was in Duitsland ook een Ordre de la Noble Passion, een jachtorde.
De Deense Orde de l'Union Parfait was ín 1732 door een Brandenburgse prinses, Sophia Magdalena van Brandenburg-Kulmbach, koningin van Denemarken ingesteld.
In 1660 had Christiaan van Brandenburg-Bayreuth de Ordre de la Concorde ingesteld. Deze orde was de directe voorganger en de inspiratiebron voor de Ordre de la Sincérité.

## De geschiedenis van de orde
Markgraaf Georg Wilhelm van Brandenburg-Bayreuth uit het huis Hohenzollern stichtte de ridderorde op 17 november 1705. De orde bestond, zoals dat met veel hoforden van de meer dan 200 kleine Duitse staten het geval was, maar kort. In 1712 werd de orde heropgericht. Dat gebeurde in 1734 door Karel Willem Frederik van Brandenburg-Ansbach, heerser van het kleine Brandenburg-Ansbach opnieuw, deze maal onder de naam "Orde van de Brandenburgse Rode Adelaar".

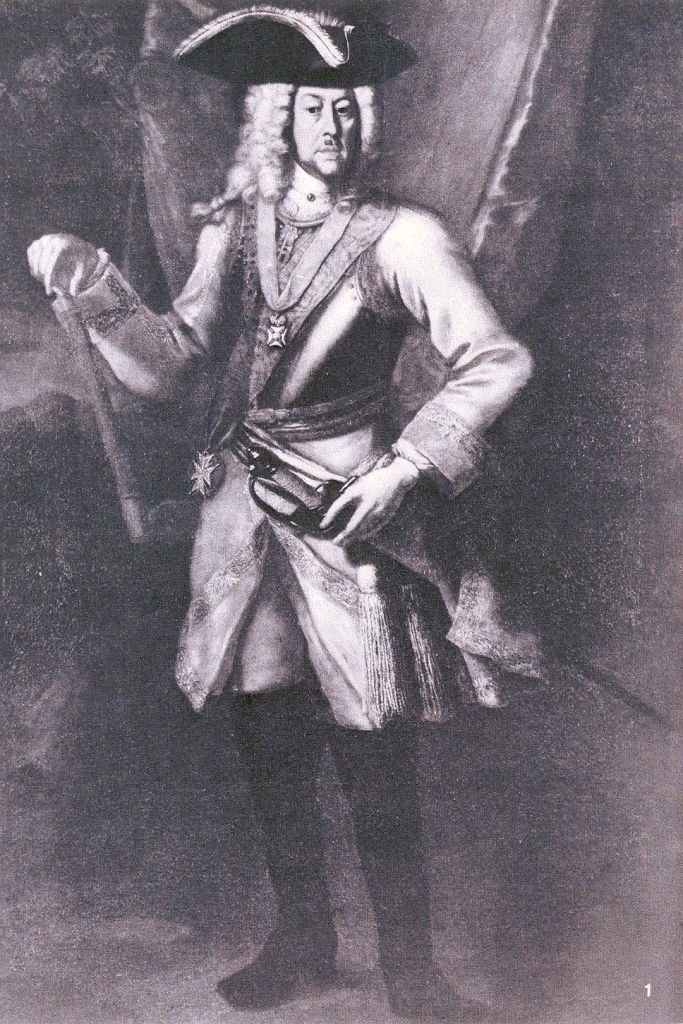
Markgraaf George Wilhelm met zijn Ordre de la Sincérité om de hals

De vorsten uit het huis Hohenzollern behoorden tot de "duodecimovorsten" van het Heilige Roomse Rijk van de Duitse Natie. De ongeveer 200 wereldlijke en geestelijke vorsten waren de vazallen van de Keizer van Duitsland, een gekozen positie die in de 17e en 18e eeuw vrijwel steeds door een agnaat uit het huis Habsburg werd bekleed. Tot aan de Vrede van Westfalen in 1648 waren de vorsten zeer terughoudend in het instellen van ridderorden. Dat werd door juristen en herauten als het voorrecht van een soevereine vorst gezien. De markgraaf was binnen het stelsel van het feodalisme een leenman van de keizer en beslist géén soeverein. Zijn verwant in Berlijn, de keurvorst van Brandenburg, stelde zijn "Hoge Orde van de Zwarte Adelaar" pas in toen hij koning van het onbetekenende Pruisen dat buiten de grenzen van het Duitse Rijk aan de Oostzee lag, had mogen geworden.
De Ordre de la Sincérité had een enkele graad en was daarmee een "Grote orde" die aan vorstelijke personen en favoriete hovelingen werd toegekend. Er mochten volgens de statuten vijftig ridders worden benoemd. De vorst van Bayreuth was geen belangrijke potentaat en zijn orde werd dan ook niet gedragen door de "groten der aarde" zoals dat wel het geval was met de Habsburgse Orde van het Gulden Vlies, de Orde van Sint-Andreas van de Russische tsaar en de Britse Orde van de Kousenband. Op hun beurt werden de protestantse markgraven vereerd met de sterren van de protestantse koningen in Denemarken en Pruisen. Voor de katholieke Orde van het Gulden Vlies kwamen zij niet in aanmerking. Ook de orden van de katholieke Beierse vorsten bleven voor de protestantse Hohenzollern gesloten.
De ledenlijst, in de vorm van de bewaard gebleven wapenborden, laat zien dat het bij de ridders voornamelijk om personen van lagere adel gaat die een rol in het bestuur en het uitbundige hofleven van Bayreuth speelden. De orde was een instrument van de patronage, het systeem van gunsten en beloningen, in het kleine markgraafschap. De vorst bond de aristocraten aan zich door hen in de Ordre de la Sincérité op te nemen. De naam van de orde was programmatisch, de ridders werden geacht oprecht te zijn, ook in hun trouw aan hun feodale heer de Markgraaf van Bayreuth.
De ridders moesten hun kruis altijd dragen. Dat was bij 18e-eeuwse orden een bestemming die wel vaker in de statuten voorkomt. Vaak wordt op het niet dragen van de versierselen een geldstraf gezet die men aan een liefdadige instelling verbeurde. Wanneer men vaker in gebreke bleef kon men uit de orde worden gezet. De orde bootst de Engelse Orde van de Kousenband na in deze bepaling en in de jaarlijkse ordedag die iedere ridder geacht werd bij te wonen. Die dag werd geopend met een feestelijke godsdienstige plechtigheid. Daarna volgden feesten en banketten. Het is niet bekend of de Ordre de la Sincérité een vaste ordedag had waarop men ieder jaar bijeenkwam.
De orde bezat voor zover bekend geen kapittel en geen officieren zoals ceremoniemeesters, herauten, wapenkoningen of een kanselier. Ook van een genealoog of heraldicus die de adeldom van de ridders onderzocht en een wapenrol vastlegde lijkt geen sprake te zijn geweest. Er waren ook geen kapelaans of geestelijken aan de orde verbonden. Evenmin beschikte de orde over bezittingen zoals commanderijen of huizen van liefdadigheid. De orde lijkt ook niet over een kanselier te hebben beschikt.
In januari 1792 werden Brandenburg-Bayreuth en Brandenburg-Ansbach deel van het koninkrijk Pruisen. Koning Frederik Willem II van Pruisen zag het nut van een tweede decoratie naast zijn exclusieve Hoge Orde van de Zwarte Adelaar wel in en hij nam de oude orde op 12 juni 1792 op onder de Pruisische ridderorden. De orde kreeg nu de naam "Orde van de Rode Adelaar".
In de tussenliggende periode was de Orde van de Brandenburgse Rode Adelaar korte tijd de jure een Pruisische orde. Pruisen nam met de geannexeerde of op andere wijze verworven gebieden ook de orden die aan dat grondgebied en de regeringsmacht over dat territorium waren verbonden over. Dat gebeurde niet alleen in Bayreuth maar 74 jaar later ook met de orden van het hertogdom Nassau, het keurvorstendom Hessen-Kassel en het koninkrijk Hannover.

## De versierselen
Het versiersel of juweel van de orde was een geëmailleerd gouden of verguld zilveren kruis dat aan een lang lint om de hals werd gedragen. De kleur van het lint was rood of rood met een gouden streep langs de rand. Het kleinood was kostbaar uitgevoerd en werd met veel aandacht voor de details gesmeed en geëmailleerd.
Als verhoging is een rood en wit geëmailleerde vorstenkroon of vorstenhoed tussen lint en kruis aangebracht. De wereldbol op de kroon is helder blauw geëmailleerd. De voering van de vorstenhoed is rood geëmailleerd en het hermelijn van de rand is nagebootst in witte email met zwarte beschilderingen die de staarten van de hermelijnen moeten voorstellen. De parels op de vorstenhoed zijn van witte email op een verguld zilveren ondergrond. Zoals bij kronen gebruikelijk is de witte wintervacht met de zwarte staartpunten van de hermelijnen afgebeeld.
Men droeg de orde aan een lint om de hals al was het in de 18e eeuw niet ongebruikelijk om hetzelfde kruis in plaats van om de hals in het knoopsgat van het revers van de geklede jas te dragen. In de vroege 18e eeuw maakte men nog geen onderscheid in de rang van een lid van een orde; zij lieten door het kruis in het knoopsgat of om de hals te dragen zie dat zij tot het exclusieve gezelschap van de ridders behoorden. Uit een om de hals gedragen kruis kon men indertijd niet opmaken dat de drager de hoge graad van een commandeur bezat. Er was geen geborduurde ster aan deze orde verbonden en was geen keten.
De Souverein van de Ordre de la Sincérité droeg dezelfde versierselen als de vijftig ridders. Ook de Orde van de Brandenburgse Rode Adelaar hield het aantal versierselen beperkt tot één kostbaar verguld zilveren kruis.
Over een voorgeschreven ordekostuum is niets bekend. Bayreuth was een protestants staatje en de pracht en praal van het hof werd door het heersende calvinisme enigszins beperkt.

## Ridders in de Ordre de la Sincérité
Een deel van de namen op de 83 bewaard gebleven wapenborden op de galerij en op de muur van de ordekerk. De ridders kunnen allen worden gevonden in de kring van de adel en de hofadel in het Markgraafschap Bayreuth. De orde had dus het karakter van een hoforde. De vorst beloonde zijn hovelingen; militaire verdiensten en verdienste in het landsbestuur telden niet wanneer om het verheffen in een 18e-eeuwse Duitse ridderorde ging. De orde werd alleen aan edellieden toegekend, dames worden niet genoemd in de opsomming van de ridders in de Ordre de la Sincérité.
- Baron v. Erffa 1733
- Georg Hartmann v. Erffa 1763
- E. v. Gleichen 1721

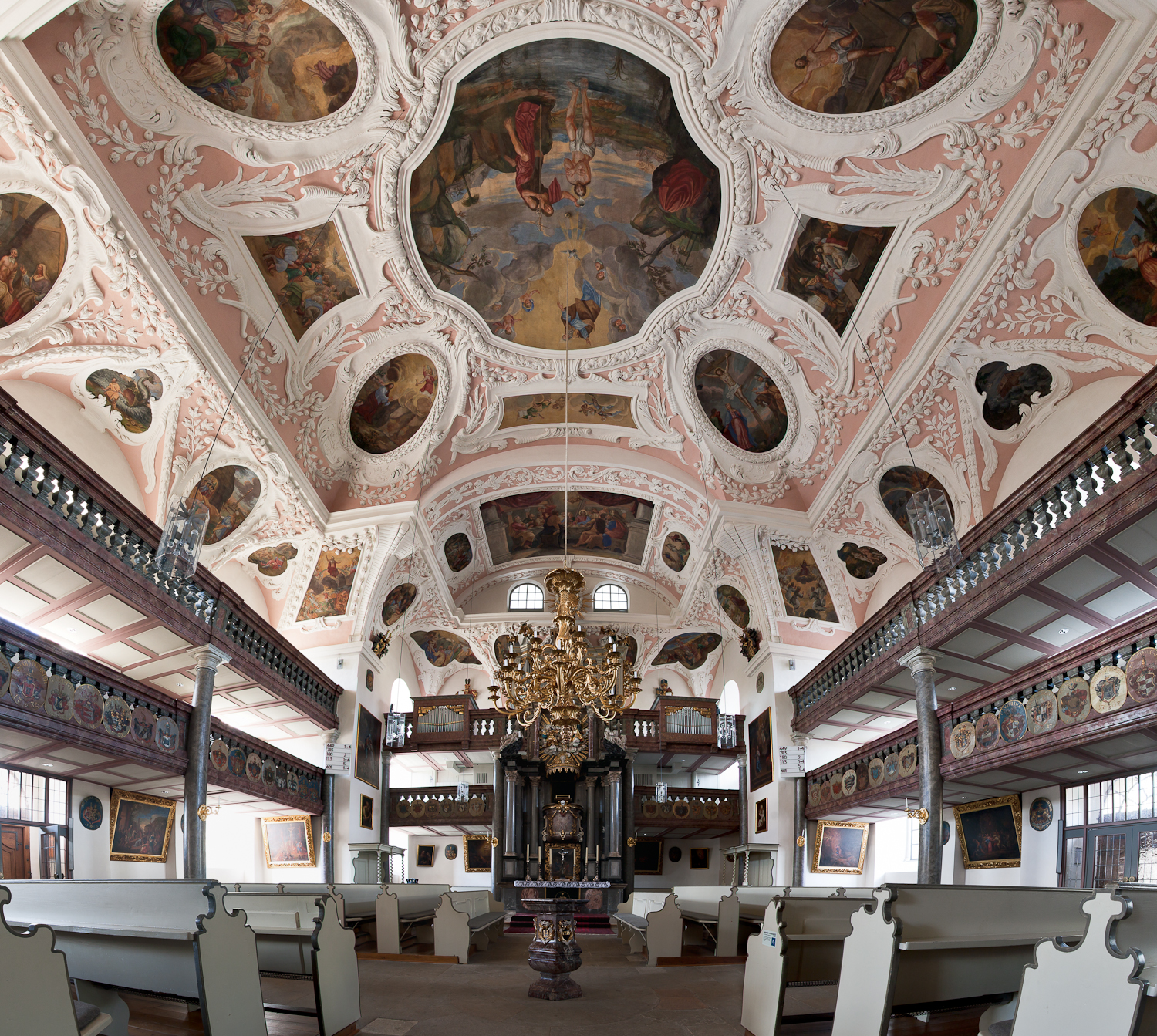
De kerk van de orde met de 83 wapenschilden aan de galerij

- Friedrich Jakob v. Muffel von E. und E. 1763
- J.D. Baron v. Krailshaim 1718
- J.H. v. von Dobeneck 1729
- A.F. v. Zedtwitz 1716
- Philipp Andreas Freiherr v. Ellrodt 1756

Genealogisch onderzoek van de 83 borden laat zien dat alle ridders edellieden waren die gebonden waren aan landgoederen en domeinen in het Markgraafschap Bayreuth. De Ordre de la Sincérité had daarmee een sterk regionaal karakter.
De vorsten van Bayreuth waren protestanten en in het 18e-eeuwse Duitsland gold een wankel evenwicht tussen de katholieken en protestanten op basis van het in de Godsdienstvrede van Augsburg van 1555 vastgelegde principe "cuius regio, illius religio". Deze toenmalige rechtsregel die voorschreef dat de bevolking de godsdienst van de vorst moest aannemen was tot aan de Franse Revolutie formeel van kracht in een groot deel van Duitsland. Alleen Pruisen was een opvallende uitzondering. Hoewel de Hohenzollern in dit verband voor hun tijd pragmatisch en tolerant waren hadden zowel de regering en het hof van Bayreuth als de Ordre de la Sincérité een uitgesproken protestants karakter.
Er was in de periode voor de grote Franse Revolutie nog geen sprake van het decoreren van burgers zoals wetenschappers, hoogleraren of kunstenaars. Tussen de adel en de burgerij; de tweede en de derde stand na de geestelijkheid, gaapte een vrijwel onoverwinbare kloof. De erfelijke adel hield haar maatschappelijke kring immers streng gesloten voor de burgerij. Daarin kwam pas tegen het midden van de 19e eeuw verandering al werd toen het in de adelstand verheffen van een burger die ridder in de Pruisische Orde van de Rode Adelaar werd onontbeerlijk gevonden. Met de orde verwierf men adeldom omdat de ridders anders niet op gelijke voet met elkaar konden omgaan. De Pruisische koning stelde zijn orden pas in 1832 open voor niet-adellijke ridders.

## De kerk van de orde en het klooster Himmelkron

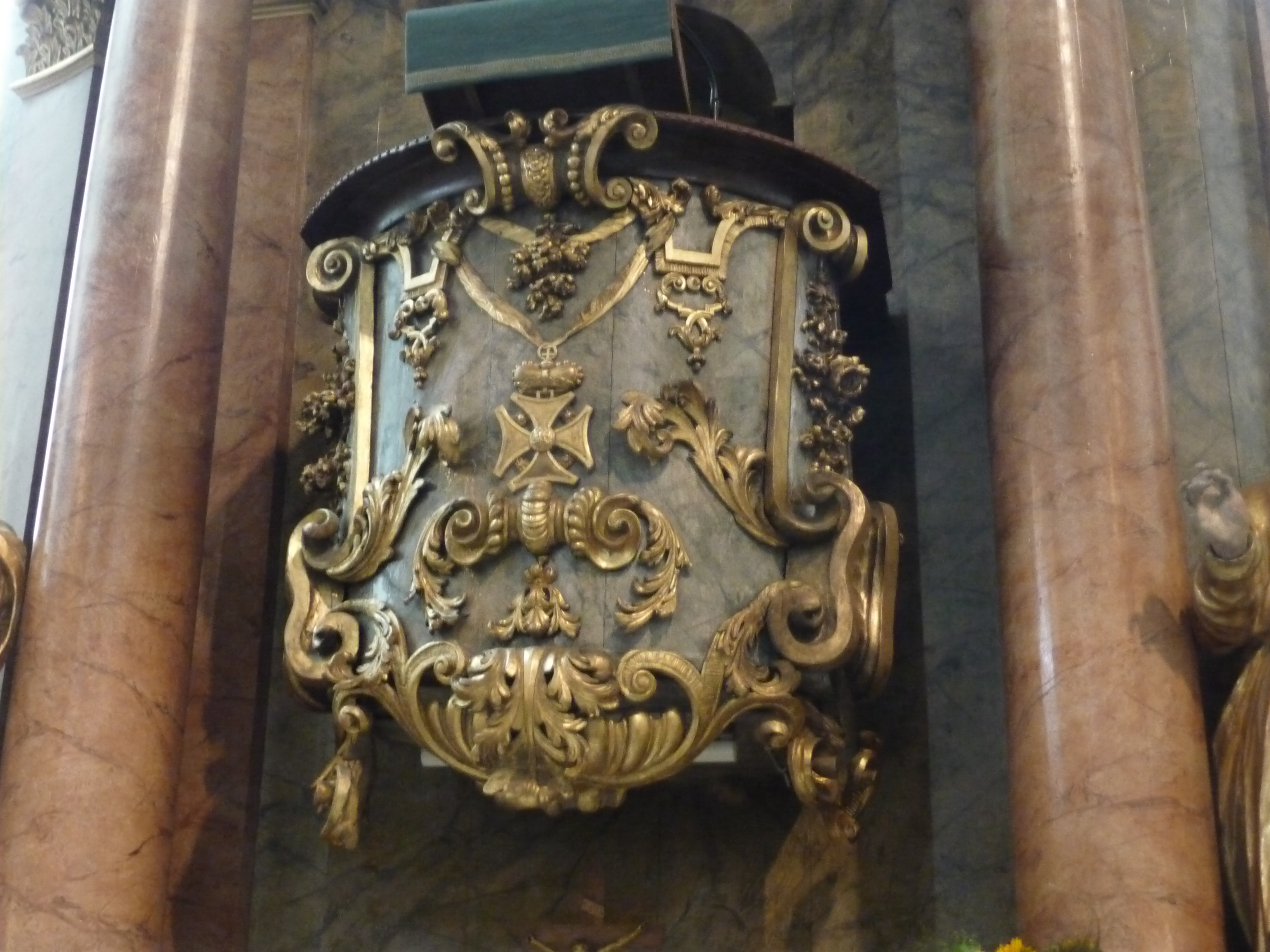
De met het kruis van de Ordre de la Sincérité versierde kansel in Himmelkron

In de Ordenskirche St. Georgen, ook Sophienkirche genoemd, gelegen in de wijk St. Georgen in Bayreuth zijn 83 grote wapenschilden van de ridders bewaard gebleven. De kerk was de ordekerk van de Ordre de la Sincérité. Rond ieder wapen is het kruis aan een rood lint gehangen. De markgraaf wilde zijn orde verbinden aan de eeuwenoude tradities die Sint-Joris, de patroon van de ridders, verbinden aan de ridderorden. Ook elders in Europa zoals in München en in Windsor is een aan Sint-Joris gewijde kapel het spirituele huis van de ridderorde.
Op het wit geëmailleerde kruis is een medaillon gelegd waarop de adelaar van het Huis Hohenzollern, rood geëmailleerd, is geschilderd. Op de borst draagt het wapendier een zwart met wit schild met het wapen van Neurenberg waarvan de Hohenzollern burggraven waren.
We vinden de Ordre de la Sincérité of de Orde van de Brandeburgse Rode Adelaar ook terug in de barokke versieringen van de kapel en de zalen van het Klooster Himmelkroon. De markgraven werden na hun dood in een grafkelder in het Klooster Himmelkron bijgezet.
In het Klooster Himmelkron is het kruis van de orde, niet al te nauwkeurig, afgebeeld in de stucdecoratie van het plafond van de Roter Adler Saal. Op de kansel in de kloosterkerk is een groot kruis van de Ordre de la Sincérité of de Orde van de Brandeburgse Rode Adelaar, afgebeeld.
Het kruis dat in verguld houtsnijwerk de kansel versiert wijkt af van de kruisen op de portretten. Bij het in hout gestoken kruis is het versiersel op een lauwerkrans gelegd.

## De Ordre de la Sincérité als stucversiering in de zalen van het Paleis in Bayreuth

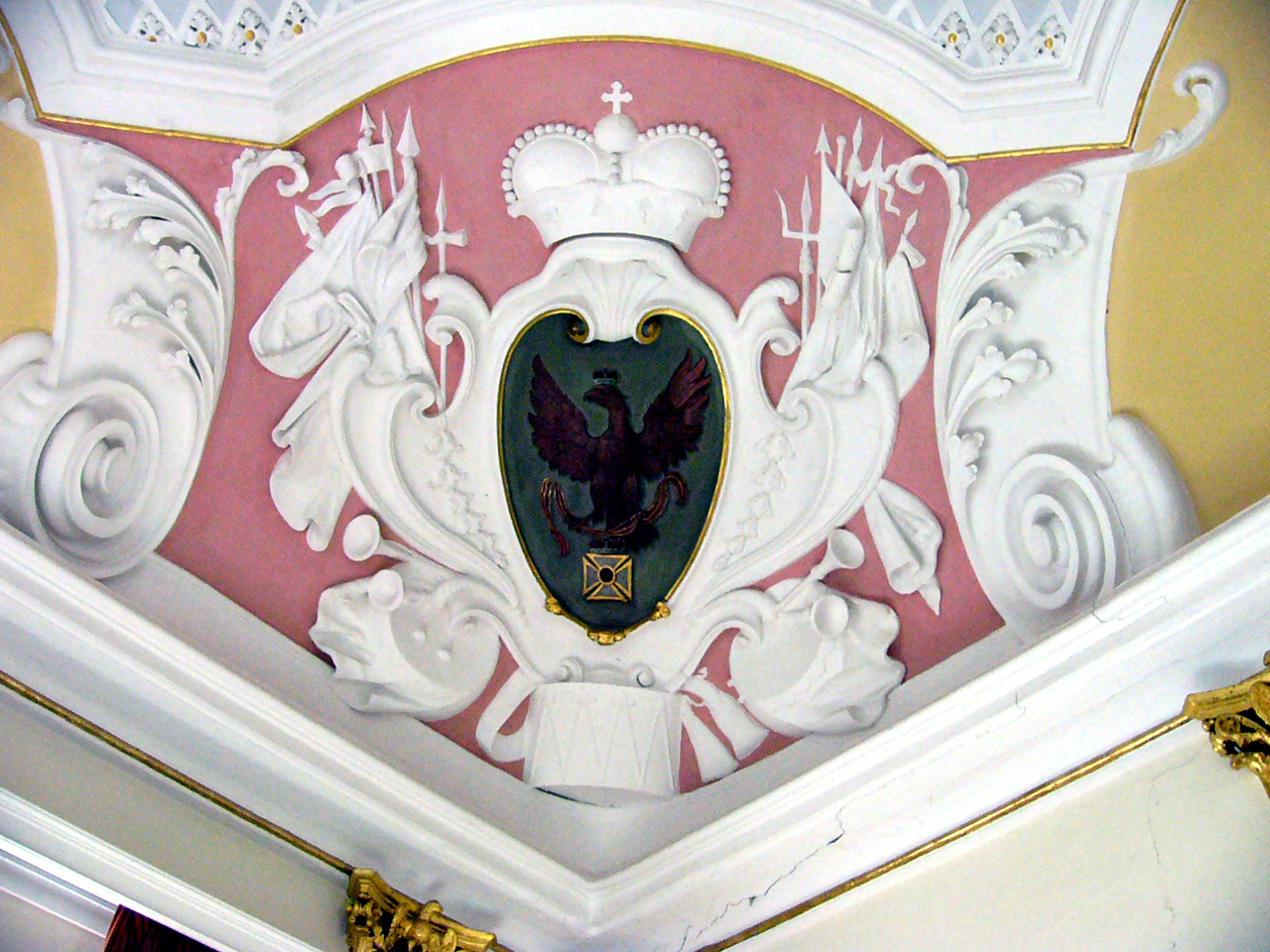
Plafonddecoratie in Bayreuth. De adelaar van de Hohenzollern houdt het lint en het kruis van de orde vast

Ook in een van de door Georg Wilhelm gebouwde rococo-paleisjes in Bayreuth, de Hermitage, wordt het kruis van de Orde van de Brandenburgse Rode Adelaar vaak als ornament in de decoratie gebruikt. In het door Italiaanse stucacteurs aangebrachte stucwerk vinden we de orde terug op plafonds, in of onder de cartouches in de hoeken en samen met de Brandenburgse adelaar in de versiering van de muziekzaal.
Het versieren van het exterieur en het interieur van een paleis met de symbolen van de macht behoorde tot het politiek en propagandistisch bepaalde bouwprogramma van de barok en werd ook in de speelsere rococo nog toegepast. Kronen, zwaarden, pieken, symbolen van de heerser zoals scepter en rijksappel werden in stuc, marmer of houtsnijwerk overal aangebracht. De markgraven van Bayreuth lieten in de architectuur van hun paleizen en vooral in het beroemde en bewaard gebleven markgrafelijk theater hun absolutistische aanspraken in steen en decoratie uitdrukken. Met het versieren met kruisen van orden was men spaarzamer maar in de vleugel van de markgraaf en zijn heren komt men deze versiering tegen. In de vertrekken van de markgravin en haar dames vindt men de Ordre de la Sincérité niet toegepast in het decoratieve programma. Dames werden immers niet in deze orde opgenomen. De heren wél. Door de steeds herhaalde decoratie van het kruis van de Bayreuther orde maakt de markgraaf duidelijk hoe belangrijk en eervol het dragen van dit tastbare bewijs van zijn vorstelijke gunst was.
In de muziekzaal van het oude paleis houdt een geschilderde adelaar van de Hohenzollern het lint en het kruis van de orde vast.
In het in 1748 gebouwde barokke Markgrafelijke theater in Bayreuth komt men de Ordre de la Sincérité niet als ornament tegen.

## De heraldiek van de orde

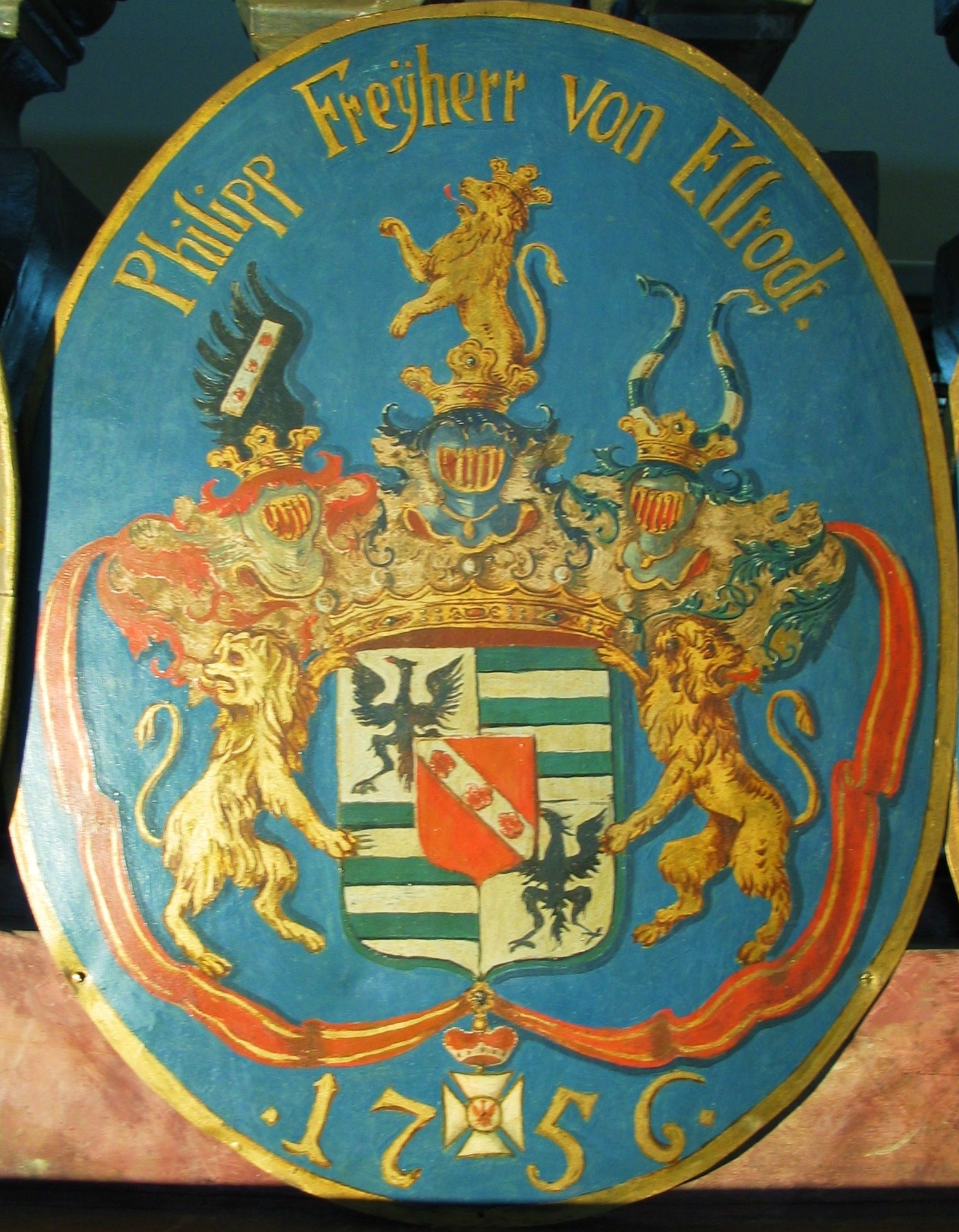
Het wapenbord van ridder v. Elrodt in de Kerk van Sankt-Georgen in Bayreuth

In de 18e eeuw was het gebruikelijk om de ridderlijke orden ook een plaats is de heraldiek te geven.
Ook de ridders in de Ordre de la Sincérité mochten, zoals dat in de heraldiek van de vorstenhoven in de 18e eeuw gebruikelijk was, het kruis van de orde als een pronkstuk in hun wapen opnemen. Men voegde het kruis dus niet toe aan het schild maar hing het daar aan een rood lint omheen.
Het ophangen van de wapenschilden in een kerk of zaal waarin de ridders van een orde voor een kerkdienst of kapittel bijeen komen was ingevoerd door de Orde van de Kousenband en de Orde van het Gulden Vlies. Het voorbeeld vond overal navolging. Dat geschiedde ook in het kleine markgraafschap Bayreuth al was de "achievment" van een Ridder in de Ordre de la Sincérité eenvoudiger dan in de grote orden van de Europese koningen en keizers. Men beperkte zich tot een ovale beschilderde plaat.
Pronkstukken als helm, zwaard en helmteken ontbreken in de kapel in Bayreuth. Er zijn ook geen zetels met geëmailleerde en beschilderde bordjes zoals in de Saint George's Chapel in Windsor Castle.
Als Ridder in de Orde van de Olifant zal markgraaf Christiaan Ernst van Brandenburg-Bayreuth hebben toegezien op het ophangen van zijn ovale wapenbord in de kapel van deze Deense ridderorde in Slot Frederiksborg.
De 83 bewaard gebleven wapenborden in Bayreuth hebben allen hetzelfde ontwerp, alleen de kleur van de achtergrond varieert. Men kan bij deze wapenborden van een decadente papieren heraldiek spreken die door de eeuwen heen ver van de oorspronkelijke herkenningstekens van de oorlogvoerende of op een toernooi strijdende ridders af was komen te staan. De verhoudingen tussen schild, schilddrager en helmteken zijn zoek.
De wapenborden van de ridders werden in het verleden op enig moment onoordeelkundig gerestaureerd. Daarom kloppen met name de tincturen, voor leken zilver en goud, niet meer.

## De soevereinen van de orde

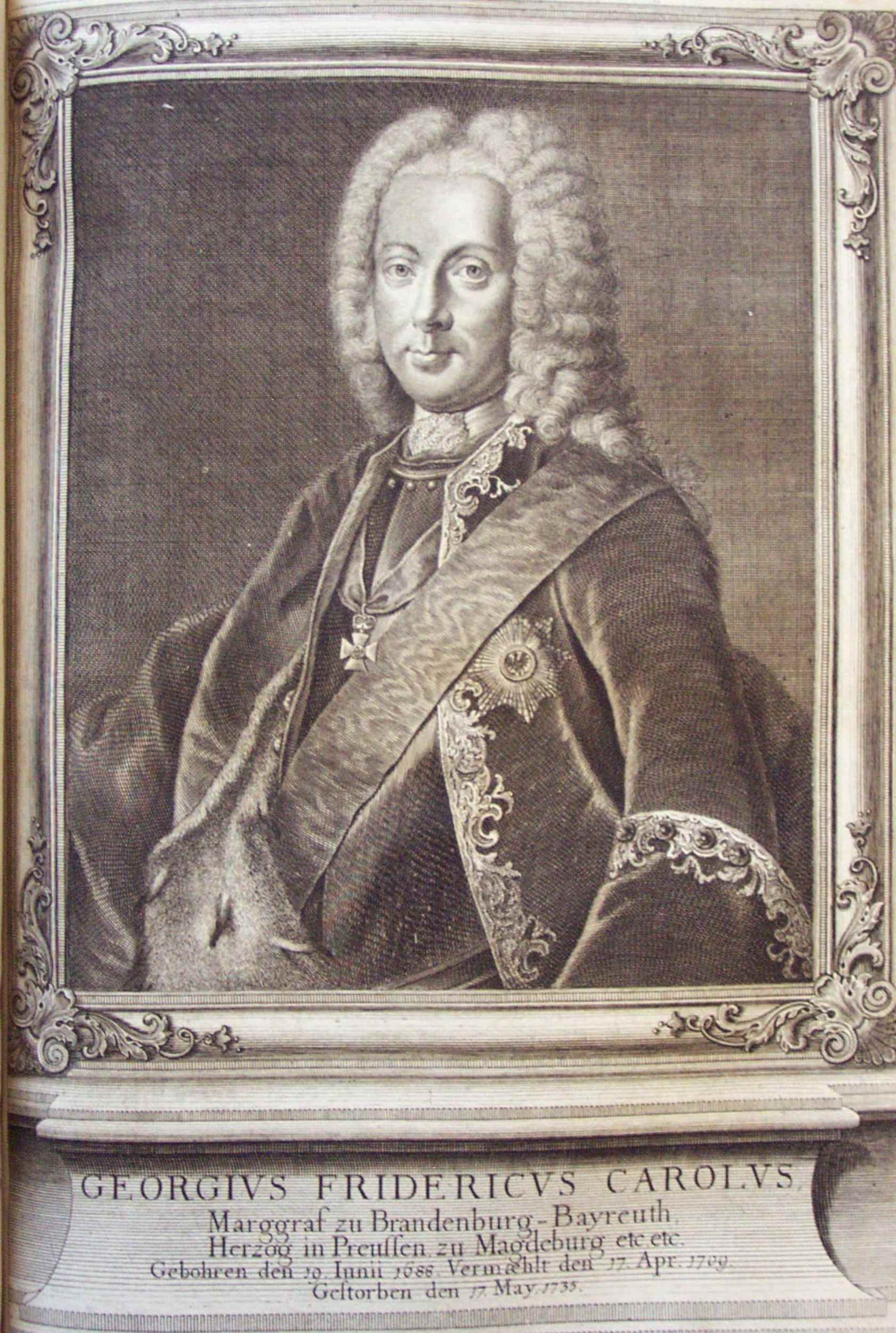
George Frederik Karel met de Ordre de la Sincérité of de Orde van de Brandenburgse Rode Adelaar om de hals en de Ster van de Orde van de Zwarte Adelaar

- Christiaan Ernst regeerde van 1655 tot 1712. Hij werd op 17 november 1705 de eerste souverein van de Ordre de la Sincérité. Hij was Ridder in de Orde van de Olifant.
- George Willem regeerde van 1712 tot 1726. Hij stelde de in onbruik geraakte Ordre de la Sincérité in 1712 opnieuw in.
- George Frederik Karel regeerde van 1726 tot 1735. In 1734 gaf hij de wederom enigszins vergeten orde nieuwe statuten en een nieuwe naam, de Orde van de Brandenburgse Rode Adelaar.
- Frederik regeerde van 1735 tot 1763.
- Frederik Christiaan regeerde van 1763 tot 1769

Markgraaf Frederik Christiaanhad geen zonen. In 1769 werden Brandenburg-Bayreuth en Brandenburg-Ansbach in personele unie verenigd.
- Christiaan Frederik Karel Alexander regeerde van 1769 tot 1791 over Brandenburg-Ansbach en Brandenburg-Bayreuth. In 1777 doopte hij de Orde van de Brandenburgse Rode Adelaar om in"Orde van de Rode Adelaar". Hij deed in 1791 afstand en verkocht zijn beide vorstendommen aan Pruisen in ruil voor een levenslang pensioen. De Pruisische koning verwierf samen met Bayreuth ook de soevereiniteit over de Orde van de Rode Adelaar.

In de literatuur over de orde is enkel sprake van een Souverein, men spreekt niet van een "grootmeester" die naast de souverein had kunnen worden aangesteld. De twee functies vallen hier samen. Met soeverein werd in de 18e eeuw de heer en "eigenaar" van de orde aangeduid. Men kan de soevereiniteit en daarmee de orde zelf verkopen of overdragen.